# Joppidium tinctipenne
Joppidium tinctipenne là một loài tò vò trong họ Ichneumonidae.